# Мозер, Коломан
Коломан Йозеф Мозер, Коло Мозер (нем. Koloman Josef Moser; 30 марта 1868, Вена — 18 октября 1918, Вена) — австрийский живописец и график, художник венского модерна, один из основателей Венского сецессиона. Известен также как декоратор интерьера, проектировщик изделий декоративно-прикладного искусства, мебели, витражей, изделий из керамики и стекла, рисовальщик почтовых марок.

## Биография
Коломан был сыном Йозефа Мозера, администратора венской гимназии: Терезианума (Theresianum), и его жены Терезии, урожденной Хирш. 4 апреля 1868 года он был крещён Коломаном Йозефом в Пауланеркирхе в Вене. У него были две младшие сестры: Шарлотта (1869—1955) и Леопольдина (1877—1957).
После начальной школы Коломан посещал коммерческую школу, а затем регулярно брал уроки рисования в торговом училище Видена. Он воспротивился желанию отца устроить его на работу в венский магазин мыла и парфюмерии и в 1885 году выдержал вступительный экзамен в Академию изобразительных искусств в Вене. Обучался там в классах Франца Румплера (1886—1889), Кристиана Грипенкерля (1889—1890) и Матиаса фон Тренквальда (1890—1893). После смерти отца в 1888 году Мозер вынужден был финансировать своё образование самостоятельно, для чего выполнял множество иллюстраций для журналов «Wiener Mode» и «Meggendorfer-Blätter». В 1892—1893 годах по рекомендации Тренквальда Мозер был учителем рисования детей эрцгерцога Карла Людвига в замке Вартхольц в Райхенау-ан-дер-Ракс.
С 1892-го по 1897 год Мозер был членом художественного объединения «Клуб Семи» (нем. Siebener-Club), предшественника Венского сецессиона. В 1893—1895 годах Мозер учился в Школе художественных ремёсел (Kunstgewerbeschule) у Франца фон Мача, где он также стал преподавать с 1899 года. В 1896 году он был принят в кооператив венского Кюнстлерхауса (Дома художников), но ушёл через шесть месяцев. В 1897 году стал одним из основателей Венского сецессиона. Он принял участие в архитектурном оформлении здания Сецессиона, построенного по проекту Йозефа Ольбриха, был членом выставочной комиссии объединения. Для журнала Сецессиона «Ver Sacrum» Мозер создал около ста сорока иллюстраций. Осенью 1897 года Коломан Мозер совершил путешествие через Мюнхен, Нюрнберг и Бамберг в Лейпциг, Дрезден и Прагу.
В 1890-е годах Коломан Мозер много занимался прикладным искусством. На него оказало большое влияние творчество художников шотландской школы Глазго: Чарльза Ренни Макинтоша и Маргарет Макдональд Макинтош, а также английского Движения искусств и ремёсел. В 1899 году он совершил ещё одно путешествие в Прагу, Дрезден и Берлин; в 1900 году — на Всемирную выставку в Париж через Мюнхен и Страсбург, в 1901 году — снова в Богемию и Мюнхен, посетил стекольные предприятия в Клостермюле и Винтерберге. В 1902 году Мозер переехал в новое ателье по адресу Штайнфельдгассе, 19, обставив его мебелью, созданной по собственным проектам. В том же году он совершил путешествие в Италию.
В 1903 году он создал вместе с художником Йозефом Хоффманом и предпринимателем Фрицем Верндорфером предприятие «Венские мастерские» (нем. Wiener Werkstätte) для производства изделий декоративно-прикладного искусства по примеру движения «Искусств и ремёсел». Летом 1903 года Мозер через Мюнхен поехал в Берн, где встретился со швейцарскими художниками Фердинандом Ходлером, оказавшим большое влияние на его творчество, и Куно Амье; затем в Базель, Париж, Брюгге, Схевенинген, Антверпен, Любек и Гамбург. В 1904 году он снова посетил Италию, а в сентябре того же года — Берлин, где участвовал в первой выставке «Венских мастерских». В 1905—1911 годах вместе с другими участниками Венских мастерских Коломан Мозер оформлял интерьеры и проектировал мебель для особняка Стокле в Брюсселе.
В 1905 году Коломан Мозер вместе с Густавом Климтом и другими художниками из-за разногласий с Верндорфером вышел из Венского сецессиона, а 1 июля женился на дочери промышленника Дите Маутнер, после чего переехал в квартиру на Ландштрассер Хауптштрассе 138. Там он жил до своей смерти. На этом доме установлена мемориальная доска. В 1906 году в семье родился старший сын Карл. В 1909 году родился его второй сын Дитрих (скончавшийся в шестнадцатилетнем возрасте 21 июня 1925 года).
После 1907 года Мозер регулярно принимал участие в выставках. Так, в 1908 году он участвовал в выставке в Вене, организованной группой Климта, в 1909 — в международных выставках в Вене и Дюссельдорфе. В 1911 году прошла его персональная выставка в галерее Митке в Вене, в 1912 году он участвовал в крупной выставке в Дрездене. Затем он выставлялся на Первой международной выставке Сецессиона в Риме, затем в Дюссельдорфе и Манхайме, в 1916 году — на Венской выставке в Берлине.
Коломан Мозер в 1900—1918 годах был профессором Венской Академии изобразительных искусств. Умер в 1918 году от рака горла и похоронен на Хитцингском кладбище в Вене. В 1969 году в его честь был назван переулок в Вене (Kolo-Moser-Gasse), а в 1989 году были выпущены монеты номиналом в 500 шиллингов с его портретом. Мозер изображен на австрийской почтовой марке 1968 года.

## Творчество
Коломан Мозер разрабатывал проекты мебели для компании «Portois & Fix», а также рисунки для известного венского производителя фарфора Йозефа Бека; в 1901 году изготовил витраж для отеля «Бристоль» в Варшаве. Он также получал заказы на оформление театральных спектаклей. В 1901 году он предоставил «Театру Юнга-Винера» Зальтена эскизы декораций, костюмов, афиш и программ. Вслед за проектом Йозефа Хоффмана виллы текстильного предпринимателя Фрица Верндорфера он разработал оригинальную плетёную мебель для фабрики «Prag-Rudniker» и компании по производству гнутой древесины «Jacob & Josef Kohn».
Коломан Мозер, наряду с Густавом Климтом является одним из наиболее значительных представителей австрийского, и, в частности, венского искусства начала XX века, и характерных представителей венского югендстиля. В живописи и графике на раннем этапе его стиль испытал влияние импрессионизма, позднее творчество Мозера находилось под воздействием экспрессионизма Фердинанда Ходлера, с которым Мозер лично встречался дважды. Самое большое собрание произведений Коломана Мозера находится в Музее Леопольда в Вене.

## Галерея
- Цветущий саженец. Ок. 1911. Холст, масло. Галерея Бельведер, Вена
- Принц-лягушка. Ок. 1895. Дерево, масло. Коллекция Университета прикладного искусства, Вена
- Иллюстрация к поэме А. Хольца «Каждую тысячу лет». 1898
- Танцующие девушки. Обложка журнала «Ver Sacrum». № 1-2, 1898
- «Немецкое искусство и декорация». Обложка журнала. Март, 1900
- Свет. Ок. 1914. Холст, масло. Частное собрание
- Танец. Лои Фуллер. Ок. 1902. Бумага, акварель. Галерея Альбертина, Вена
- Танцоры. Обложка портфолио «Источник». 1901. Цветная литография
- Обложка партитуры оперы Ю. Биттнера «Музыкант». 1909
- Благочестивый календарь. 1903. Хромолитография
- Эскиз сцены для спектакля Ю. Биттнера «Горное озеро». Ок. 1910. Бумага, пастель
- Витраж в интерьере церкви Св. Леопольда в Штайнхофе, Вена. Архитектор О. Вагнер. 1904—1907
- Деталь фасада «Дома с глашатаями» на Linke Wienzeile, 38. Вена. 1899. Архитектор О. Вагнер. Декор К. Мозера
- Шкаф-Кабинет. Ок. 1903. Метрополитен-музей, Нью-Йорк
- Кресло. Ок. 1900
- Экслибрис Ф. Верндорфера. Ок. 1903
- Банкнота 50 крон. 1902